# Hans Meeuwsen
Hans Meeuwsen (Helmond, 1 februari 1962) is een Nederlands oud-profvoetballer.

## Sportieve loopbaan
Meeuwsen begon met voetballen in de jeugd van HVV Helmond, waar hij samen speelde met Hans Vincent en Berry van Aerle. Vincent was opnieuw zijn teamgenoot bij Helmond Sport ('82-'84) Willem II ('91-'92) en wederom Helmond Sport. In die laatste periode bij de Helmondse club maakte Van Aerle de vriendenclub weer compleet.
Na Meeuwsens actieve voetbalcarrière werd hij trainer bij verschillende amateurclubs, zoals SSE en HVV Helmond.

## Overzicht clubs
| Seizoen  | Club          | Competitie     | Wedstrijden | Doelpunten |
| -------- | ------------- | -------------- | ----------- | ---------- |
| 1982-'84 | Helmond Sport | Eredivisie     | 48          | 3          |
| 1986-'87 | Helmond Sport | Eerste divisie | 14          | 0          |
| 1990-'92 | Willem II     | Eredivisie     | 44          | 0          |
| 1996-'97 | Helmond Sport | Eerste divisie | 20          | 0          |